# Гапочка Микола Михайлович
Микола Михайлович Гапочка — український політик, член Аграрної партії України, народний депутат Верховної ради України четвертого скликання. Народився 4 квітня 1951 року у селі Маньківка, Білокуракинський район Луганської області.

## Біографія
Микола Гапочка народився 4 квітня 1951 року у селі Маньківка, Білокуракинський район Луганської області.
Закінчив у 1987 році Луганський сільськогосподарський інститут, за фахом «Сільськогосподарське будівництво» — інженер-будівельник.
Закінчив Східноукраїнський державний університет, за фахом юрист.
З листопада 1967 року по листопад 1970 працював теслею, з лютого 1972 року по грудень 1973 — муляром ПМК № 6 тресту «Старобільськсільбуд».
З листопада 1970 року по листопад 1972 — працював секретарем комсомольської організації, з лютого 1973 року по серпень 1975 — завідувачем відділу Білокуракинського РК ЛКСМУ.
З жовтня 1975 року по вересень 1977 — працював інженером з техніки безпеки, з травня 1978 року по листопад 1983 — начальник ПМК-154, трест «Старобільськсільбуд».
З листопада 1983 року по лютий 1986 — голова Білокуракінської селищної ради народних депутатів, лютий 1983 року — квітень 1988 — заступник голови Білокуракинського районного агропромислового об'єднання. З квітня 1988 року по лютий 1989 — заступник голови РАПО, голова Білокуракінського райагробуду. З лютого 1989 року по грудень 1990 заступник голови Білокуракинського районного агропромислового об'єднання. З грудня 1990 по січень 1992 — заступник голови, а з лютого 1992 по липень 1994 — перший заступник голови об'єднання «Луганськоблагробуд».
З липня 1994 року по серпень 1995 — голова Білокуракинської райради народних депутатів. З серпня 1995 по жовтень 1996 — голова Білокуракінської райдержадміністрації Луганської області. З жовтня 1996 по травень 1998 — заступник голови з питань АПК, з травня 1998 року по листопад 2001 року перший заступник голови Луганської облдержадміністрації. З листопада 2001 року по квітень 2002 — перший заступник Голови Державного комітету України з державного матеріального резерву.

## Народний депутат
Кандидат у народні депутати з березня 1998 року від Аграрної партії України (№ 33 у виборчому списку партії). На час виборів обіймає посаду заступника голови Луганської облдержадміністрації.
З квітня 2002 по квітень 2006 — Народний депутат України четвертого скликання, обраний по виборчому округу № 113 (Луганська область). Висунений Виборчим блоком політичних партій «За єдину Україну!». З 10 претендентів на посаду виборов 51,17 % голосів виборців. На час виборів обіймає посаду Першого заступника Голови Державного комітету України з матеріального резерву.

### Посади протягом скликання
- Член Комітету Верховної Ради України з питань правової політики.[9]
- Член Тимчасової спеціальної комісії з питань моніторингу виборчого законодавства.
- Член Тимчасової слідчої комісії з перевірки достовірності фактів незаконної торгівлі зброєю з Республікою Ірак.
- Член Тимчасової слідчої комісії з питань розслідування обставин отруєння кандидата на пост Президента України, народного депутата України Ющенка Віктора Андрійовича.
- Член Тимчасової спеціальної комісії з підготовки і попереднього розгляду узгоджених законопроектів про засади внутрішньої політики України, про засади зовнішньої політики України та про засади національних інтересів і національної стратегії розвитку України.
- Член Тимчасової спеціальної комісії Верховної Ради з опрацювання проектів законів України про внесення змін до Конституції України.

### Переходи між фракціями
Діяльність як депутата позначена кількома переходами між фракціями:
- фракція «Єдина Україна» — з 15 травня 2002 року по 5 червня 2002 року;
- створена група депутатів від Луганської області «Народний вибір» — з 5 червня 2002 року по 21 травня 2004 року;
- переоформлена у всеукраїнську групу «Союз» — з 21 травня 2004 року по 31 травня 2005 року — керівник;
- перехід до фракції Блоку Юлії Тимошенко після розпаду групи 31 травня 2005 року по 4 листопада 2005 року;
- вступ до фракції Партії регіонів у Верховній Раді України «Регіони України» — з 2 грудня 2005 року по 25 травня 2006 року.

Довірена особа кандидата на пост Президента України Віктора Януковича по територіальному виборчому округу № 114 на виборах 2004–2005 року.

## Розслідування

### Звинувачення в веденні бізнесу в окупації
У лютому 2025 року Національна поліція виявила, що Гапочка із сином Андрієм вели бізнес на окупованих Росією територіях, підконтрольні їм підприємства знаходились в Білокуракинському районі Луганської області. 2022 року фігуранти зареєстрували компанії за законами Росії та займались вирощуванням й продажем сільгосппродукції. Під час обшуків за місцем проживання було вилучено: $690 тис, 87 тис. євро, 960 тис. грн, довіреності, видані їм на представлення їх інтересів на окупованих територіях й Росії.

## Нагороди
Почесна грамота Кабінету Міністрів України (2003).

## Родина
Батько Михайло Андрійович (1924–2005) і мати Марія Іллівна (1924 року народження); дружина Надія Петрівна (1951 року народження) — швачка; має двох синів: Андрія (1973 року народження) та Володимира (1978 року народження).